# 森崎めぐみ
森崎めぐみ（もりさき めぐみ、1971年1月8日 - ）は、日本の女優。東京都出身。玉川大学文学部、慶應義塾大学文学部中退。一般社団法人日本芸能従事者協会 代表理事。共立女子大学文芸学部 非常勤講師。

## 略歴
劇団若草付属養成所を経て劇団文学座付属研究所を卒業。マルフクの年間企業CMでコマーシャルデビュー。同年、大映Vシネマの『ファッションヘルス物語』に出演。その後、東映ビデオのVシネマに出演。映画『人間交差点』に主演し、高橋伴明、中原俊、黒沢清など日本映画の監督による数々の主演作を経て、2005年には映画『CHARON』で主演をつとめる。TV出演も多く、近年は文筆活動などマルチに才能を発揮している。

## 人物
資格は英検2級、普通自動車免許。特技は船舶運転、カラーコーディネート、リフレクソロジー、和服の着付け。趣味は登山、ダイビング、魚釣り、モダンダンス、天然酵母によるパン作り、日本舞踊（坂東流、藤間流）、声楽。
2008年、関節リウマチに罹患し治療中であること、8ヶ月の早産、緊急帝王切開、リウマチであるにもかかわらずシングルマザーになったことを自らのブログで公開。

## 出演

### 映画
- 人間交差点〜不良〜（1993年、パイオニアLDC、高橋伴明監督） - 主演・松田ゆかり役
- 武闘の帝王（1993年、ヒーロー、高瀬将嗣監督） - 律子役
- 姐〜極道を愛した女・桐子〜（1993年、磯村一路監督）
- 東雲楼・女の乱（1994年、関本郁夫監督）
- 誘う女（1995年、タキコーポレーション＝ゼアリーズ、児玉高志監督） - 安倍智子役
- セラフィムの夜（1996年、ツインズ、高橋伴明監督）
- 地獄堂霊界通信（1996年、東映、那須博之監督） - 如月麻子役
- 歯科医（2000年、ギャガ・コミュニケーションズ、中原俊監督） - レポーター役
- おにぎり-ARCADIA物語-（2004年、斎藤耕一監督） - 上原恵理役
- 娘道成寺〜蛇炎の恋〜（2004年、高山由紀子監督） - 菊子役
  - ワシントンDCインディペンデント映画祭最優秀長編劇映画賞受賞、モントリオール国際映画祭正式出品、ドービルアジア映画祭出品
- CHARON（2004年、ゴールデン・ネットワーク・アジア、高橋玄監督） - 主演・川杉由都/勝木秀子役
  - 2005年夕張国際映画祭 ファンタランド大賞受賞、ドイツ・マンハイム・ハイデルベルク国際映画祭正式出品、フランス・ドービルアジア国際映画祭正式出品、クロアチア・スプリト国際映画祭正式招待
- ブラッディ・ナイト・ア・ゴー・ゴー（梶研吾監督） - 女医メグ・モリサキ役
  - 2004東京国際ファンタスティック映画祭・デジタルショートアワード600秒『驚き』部門選出
- SHE MEETS AMMA（2006年、井川広太郎監督） - 主演
- CHARON（2005年、高橋玄監督） - 主演
- そして父になる（2013年、是枝裕和監督）

### 声優
- ファインディング・ニモ（2003年、ディズニー/ピクサー映画、日本語吹き替え版） - デブ&フロー役

### テレビ出演
- わがままな女たち（1992年、フジテレビ）
- 大河ドラマ「信長 KING OF ZIPANGU」（1992年、NHK）
- 名奉行 遠山の金さん 第5シリーズ 第30話 「恐怖!地震があばいた悪の顔」（1993年、テレビ朝日） - 豊竹綾之丞
- 付き馬屋おえん事件帳 第2シリーズ（1993年、テレビ東京） - おいち
- 三婆'93（1993年、テレビ東京）
- 日本名作ドラマ・浮雲（1993年、テレビ東京）
- テキ屋の信ちゃん2 花嫁の父 哀愁編（1993年、TBS）
- 家栽の人 誘拐（1993年、TBS）
- 暴れん坊将軍V 第20話「悪人志願の娘」（1993年、テレビ朝日） - お咲
- 東芝日曜劇場「愛のいたずら」(1993年、TBS）
- 映画みたいな恋したい ハード・ウェイ（1993年1月23日、テレビ東京）
- 織田信長（1994年、テレビ東京） - 奈々
- 出逢った頃の君でいて（1994年、日本テレビ）
- ニュー・三匹が斬る! 馬鹿は死ななきゃ直らねぇ　1994年、テレビ朝日） - ゲスト出演
- 付き馬屋おえん事件帳 吉原御法度！娘たちの復讐（1995年、テレビ東京） - ゲスト主演
- うちの母ですが…（1995年、テレビ朝日） - トミコ
- 部屋においでよ Come on a my house!（1995年、TBS）
- 白線流し（1996年、フジテレビ）
- 暴れん坊将軍VII 第5話「卯之吉の死神退治」（1996年、テレビ朝日） - おしず
- 手塚治虫物語（1997年、フジテレビ）
- はぐれ刑事純情派（1997年、テレビ朝日）
- はみだし刑事情熱系（1997年、テレビ朝日）
- コメディーお江戸でござる困った時の姉頼み（1997年、NHK）
- 愛の劇場「はれ時々くもり」（1999年、TBS） - 妙子
- 笑ゥせぇるすまん（1999年、テレビ朝日）
- 天才てれびくん ザ・ドリームサーフィン（2000年、NHK教育）
- ニュー・三匹が斬る!（2002年、テレビ朝日） - ゲスト出演
- 相棒（テレビ朝日）
- お祭り弁護士・澤田吾朗3　青森ねぶた祭〜徳島阿波おどり、日本縦断二大祭り1600キロを結ぶ連続殺人！（2002年8月31日、テレビ朝日） - 塚本あけみ
- 監察医・篠宮葉月 死体は語る2（2002年11月20日、テレビ東京）
- タクシードライバーの推理日誌17〜追跡する女乗客の秘密　東京〜房総海底トンネルが結ぶ赤い殺意！〜（2003年7月12日、テレビ朝日）
- スカイハイ2（2004年、テレビ朝日）
- 監察医・篠宮葉月 死体は語る(6)〜不倫男女連続殺人！密会部屋で何が起きたのか？恐怖のショック死と謎の圧迫痕は恨みの証（2005年6月22日、テレビ東京）
- ドキュメンタリー番組『ASIAN VIEW』（2005年〜、ep放送）
  - 第一話 世界が認めた頭脳大国 〜躍進するインドITビジネスの秘密〜
  - 第二話 激戦！インド市場をねらえ〜巨大マーケット攻防戦〜
  - 第三話 ボリウッドの秘密を探れ！〜インド映画産業最前線〜

### ビデオ出演
- ファッションヘルス物語（1991年、大映、北沢幸雄監督） - 山口香役
- とられてたまるか 2（1993年、高橋伴明監督）
- 欲望だけが愛を殺す Vol.1 天国の虹（1994年、中原俊監督） - 主演・竹内美樹役
- ヤクザタクシー（1994年、ケイエスエス、黒沢清監督） - 主演・田中加奈子役
- MOKOにおまかせ（1994年、東映ビデオ、望月六郎監督） - 主演・MOKO役
- ナンパ屋★KEN（1995年、東映ビデオ）、望月六郎監督） - 主演・南みゆき役
- 欲望だけが愛を殺す Vol.3 ゲームの規則（1995年、中原俊、じんのひろあき監督） - 竹内美樹役）
- ミッドナイトストリート 湾岸ドリフト族（1995年、大映、黒川浩行監督） - 主演
- ミッドナイトストリート2 湾岸ドリフト族（1995年、大映、黒川浩行監督） - 主演
- ラクガキ愚連隊（1997年、高橋伴明監督）
- 世紀末博狼伝サガ（1997年、ケイエスエス、高瀬将嗣監督） - 主演
- 世紀末博狼伝サガ 麻雀裏地獄（1997年、ケイエスエス、高瀬将嗣監督） - 主演
- 疵KIZU血の黙示録3（1998年、梶間俊一監督）
- 組織暴力 流血の仁義（1999年、長谷部安春監督）
- 組織暴力 流血の仁義2（1999年、長谷部安春監督）
- パチプロ覇王 炎の大連チャン（1999年、ケイエスエス、後藤大輔監督） - 主演
- パチスロ覇王 炎の大連チャン（2000年、ケイエスエス、後藤大輔監督） - 坂口里香役主演

### その他
- 土曜スペシャル 北海道の美味しい洋食ルポ 食いしん坊・森崎めぐみ（2001年、テレビ東京）
- 土曜スペシャル「水の宿」（2001年、テレビ東京）
- 「スキージャンプ・ペア オフィシャルDVD part.2」（2004年、CGアニメーション映画 金メダル制作委員会のメンバー）

### ラジオ出演
- 「森崎めぐみのミッドナイトポップライブラリー」（パンとワインとおしゃべりと） （2001年4月、NHK-FM）
- ラジオコメディ「みんな大好き」（憧れののど自慢、花一輪の愛）（2001年10月、NHKラジオ第1）

✳︎大竹まことのゴールデンラジオ（2025年3月4日）

### 舞台出演
- 「ペリクリーズ」（シェークスピア） パルテノン多摩大ホール
- 「ナースステーション」（早坂暁） 銀座博品館劇場
- 藤田まこと座長公演（工藤栄一）「必殺！中村主水大奥に参上」 京都南座、2002年
- 中村玉緒・メイコ座長公演「新おんなたちの同窓会」 名古屋名鉄ホール

### CM
- 「マルフク」年間企業CM（1991年）
- 「ミスタードーナツ」

### MC
- 夕張国際ファンタスティック映画祭オフィシャルセレモニーMC（2001年、2002年、2003年、2004年）

## 作品

### 写真集
- 東雲楼 女の乱（1994年、ブックマン社）
  - かたせ梨乃、南野陽子、鳥越マリ、中野みゆき、太宰由美子、桜樹ルイ、国舞亜矢、斎藤慶子、及川麻衣らと共演
- Merveille（1999年2月4日、音楽専科社）
  - エックスEXS^3（エックス）（江口尚、海真澄、森崎の3人組のモデルユニット）
  - （エックスとして1999年に数多くの雑誌のグラビアに登場し、話題を集める）

### 著作
- エッセイ「運命のピンクの扉 first attraction」、岩井香監修 DIGITAL INFORMATION 星雲社 2006年4月
- 詩集「B-cushion 私の気もち」画：長はるこ、詩：森崎めぐみ DIGITAL INFORMATION 星雲社 2006年6月
- エッセイ「I am Loveアンマと私」、DIGITAL INFORMATION 星雲社 2006年6月
- 「Lovely stray of cat」、勘（写真）、森崎めぐみ（文）DIGITAL INFORMATION 星雲社 2006年6月
- 小説「Re-Born 熱血☆介護ストーリー」、DIGITAL INFORMATION 星雲社 2006年8月
- 「芸能界を変える」、岩波新書 2024年12月